# Pablo Ibáñez Tebar
Pablo Ibáñez Tébar (nascut a Madrigueras, Albacete el 3 d'agost de 1981) és un exfutbolista professional espanyol que jugava com a defensa. Va ser internacional amb la selecció espanyola.

## Palmarès

### Atlético de Madrid
- Lliga Europa de la UEFA (2009-10)